# マウリシオ・パエス
マウリシオ・モッタ・パエス（Mauricio Motta Paes、1963年5月26日 - ）は、ブラジルの元男子バレーボール選手、指導者である。

## 来歴
元ジュニアブラジル代表。1986年からヨーロッパでプレー。
1994年に引退し指導者に転向。
2003年には女子チームのRCヴィルボン91を率いCEVカップ優勝を果たした。
2016年、V.LEAGUE DIVISION1 MENに所属するパナソニックパンサーズのコーチに就任。4シーズン在籍し、2020年に退団した。
2024年2月、イラン男子代表監督に就任。しかし、2024年FIVBネーションズリーグで最下位に低迷したため大会途中で解任となった。また、韓国Vリーグのソウル・ウリィカード・ウリィWON監督就任が発表されている。

## 人物
- 息子のケリアン（フランス語版）と娘のロアンもバレーボール選手である[7]。

## 所属チーム

### 選手
- ボタフォゴ（-1986年）
- アトレティコ・マドリード（1986-1987年）
- CSMクラマール（1987-1989年）
- プレシ＝ロバンソンVB（1989-1994年）
- サン＝ブリユー・コート＝ダルモールVB（1994年）

### 指導者（クラブチーム）
- サン＝ブリユー・コート＝ダルモールVB 監督（1994-1998年）
- ASSPTミュルーズ 監督（1998-2000年）
- RCヴィルボン91（フランス語版） 監督（2000-2005年）
- パリ・バレー
  - コーチ（2005-2007年）
  - 監督（2007-2011年）
- トゥールVB 監督（2011-2015年）
- パナソニックパンサーズ コーチ（2016-2020年）
- トゥールコワン・リール・メトロポールVB 監督（2021-2023年）
- VC Epicentr-Podolyany 監督（2023-2024年）
- ソウル・ウリィカード・ウリィWON 監督（2024年-）

### 指導者（代表チーム）
- アトランタオリンピックビーチバレーフランス女子代表 監督（1994-1996年）
- ブラジル男子代表 コーチ（2009-2014年）
- チェコ男子代表 コーチ（2020-2021年）
- フランス男子代表  コーチ（2021年）
- イラン男子代表 監督（2024年）